# Air2there

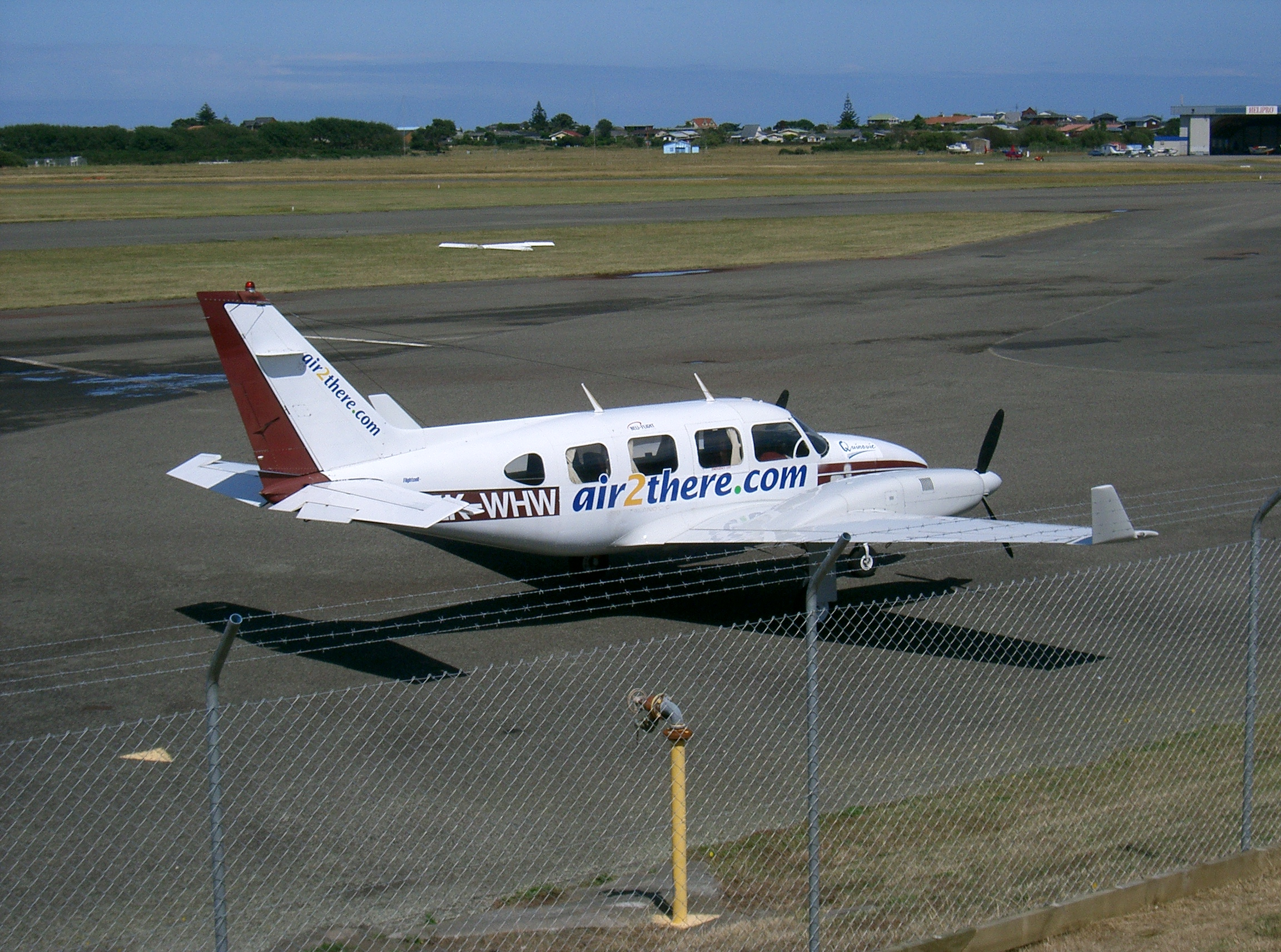
Piper PA-31 der Air2there

Air2there war eine neuseeländische Regionalfluggesellschaft mit Sitz in Paraparaumu und Basis auf dem Flughafen Paraparaumu.

## Geschichte
Air2there wurde 2004 gegründet. Besitzer ist Murray Cole, der außerdem die Flughäfen von Paraparaumu und Palmerston North besitzt. Die Gesellschaft ging im November 2018 in Insolvenz und wurde aufgelöst.

## Flugziele
Air2there flog von ihren Drehkreuzen aus Ziele hauptsächlich rund um die Cookstraße an.

## Flotte
Mit Stand Juli 2018 bestand die Flotte der Air2there aus sieben Flugzeugen:
| Flugzeugtyp                      | Anzahl | bestellt | Anmerkungen      |
| -------------------------------- | ------ | -------- | ---------------- |
| Beechcraft King Air B200         | 1      |          | Rettungsflugzeug |
| Cessna 208B Grand Caravan        | 1      |          |                  |
| Jetstream Series 3200 Model 3201 | 2      |          |                  |
| Jetstream Series 3100 Model 3102 | 1      |          |                  |
| PA-31-437                        | 1      |          |                  |
| PA-31-350                        | 1      |          |                  |
| Gesamt                           | 7      | –        |                  |